# Bandoleros (serie de TV)
Bandoleros (en versión original, Briganti) es una serie de televisión italiana de 2024.
La serie está inspirada en algunos personajes que realmente existieron durante el bandolerismo tras la unificación italiana.

## Trama
Localizada en la Italia meridional después de mediados del siglo XIX, tras la unificación de Italia, la historia comienza cuando Filomena De Marco mata a su marido, que la maltrataba, y huye junto con una banda de bandidos de Lucania en busca de un tesoro.

## Episodios
| No | Título                             | Publicación         |
| -- | ---------------------------------- | ------------------- |
| 1  | El mapa                            | 23 de abril de 2024 |
| 2  | El fúsil                           | 23 de abril de 2024 |
| 3  | El buey                            | 23 de abril de 2024 |
| 4  | De la tierra nacemos               | 23 de abril de 2024 |
| 5  | La novia, la asesina y la lunática | 23 de abril de 2024 |
| 6  | El pozo                            | 23 de abril de 2024 |

## Producción
El rodaje tuvo lugar en Apulia.

## Distribución
La serie se lanza por el servicio de streaming de Netflix desde el 23 de abril de 2024.

## Reparto
- Michela De Rossi como Filomena De Marco
- Ivana Lotito como Maria "Ciccilla" Oliverio
- Matilda Lutz como Michelina Di Cesare
- Orlando Cinque como Pietro Monaco
- Marlon Joubert como Giuseppe Schiavone
- Ernesto D'Argenio como Cosimo Giordano
- Giuseppe Lo Piccolo como Salvatore
- Pietro Micci como Fumel
- Nando Paone como Ventre
- Federico Ielapi como Jurillo
- Josafat Vagni como Manzo
- Gianmarco Vettori como Marchetta
- Lorenzo de Moor como Muto
- Leon Faun como Celestino
- Alessio Praticò como Don Orlando
- Giulio Beranek como Francesco Guerra
- Simone Borrelli como Alessandro Pace
- Adriano Chiaramida como Antonio Monaco
- Alida Baldari Calabria como Lissandra
- Astrid Casali como Maria
- Giampiero De Concilio como Luigi
- Salvatore Striano como Gennaro Giordano
- Simone Corbisiero como Nino
- Gianni Vastarella como Clemente

## Recepción

### Crítica
Los personajes de la serie son ficticios y se hace referencia al escenario histórico de la unificación italiana, una breve crítica hace referencia a un personaje: el comandante piamontés Fumel que parece ser el arquetipo del invasor en la Italia meridional.
- Para The Hollywood Reporter, la serie tiene el estilo de un spaghetti western, obviando la parte histórica de la cuestión meridional italiana.[7]
- Según Il Giornale, la serie hace referencia al estilo cinematográfico de Sergio Leone y a la fantasía romántica al estilo Netflix, dejando de lado los aspectos históricos.[8]
- Según la reseña del semanario IO Donna, la serie contrasta con hechos históricos sobre la unificación de Italia y las escenas siguen el estilo occidental más que la aventura picaresca.[9]
- Para Fanpage la serie tiene una recepción positiva del movimiento neoborbónico del revisionismo histórico italiano.[10]